# Música del Renaixement
La música del Renaixement és la música europea escrita durant el Renaixement, des de l'any 1401 fins al 1600 aproximadament. Definir l'inici de l'era amb precisió és difícil, donada la manca de grans canvis existent en el pensament musical del segle xv. A més, el procés pel qual la música va adquirir les seves característiques renaixentistes va ser gradual i els musicòlegs han situat els seus inicis, com a més prest cap al 1400, i com a més tard, al voltant del 1470.
Està acceptat que el redescobriment i desenvolupament per part dels humanistes italians de l'estètica de l'art grec i romà de l'antiguitat va contribuir a renovar la música de l'època a un nivell conceptual, però els dubtes sorgeixen en intentar esbrinar la influència directa sobre la teoria, la composició i la interpretació musical i, per tant, roman en el terreny de la suposició.

## Estil i tendències
A l'edat mitjana, els intervals de tercera havien estat considerats com a dissonàncies. Una de les característiques més pronunciades de la música renaixentista va ser la dependència, progressivament més important, de l'interval de tercera com a consonància. Durant el segle xiv la polifonia, utilitzada ja des del segle xii, va evolucionar cap a una forma bastant més elaborada i amb més veus o parts independents.
A principis del segle xv la tendència va ser anar cap a la simplificació i la suavització de les veus. Això va ser possible a causa del gran augment de l'extensió vocal en la música en comparació a la que tenien a l'edat mitjana; una extensió més estreta obligava a un encreuament més freqüent de les veus i a un major contrast entre elles.
Les característiques modals de la música del Renaixement van començar a ser una font de conflictes cap al final del període, conflictes provocats especialment per l'ús creixent dels moviments amb intervals de quinta. Això no representava un problema quan es realitzava dins el marc que posteriorment conformarà la tonalitat i aquesta qüestió seria un dels aspectes que impulsarien la consolidació de la tonalitat.

## Formes

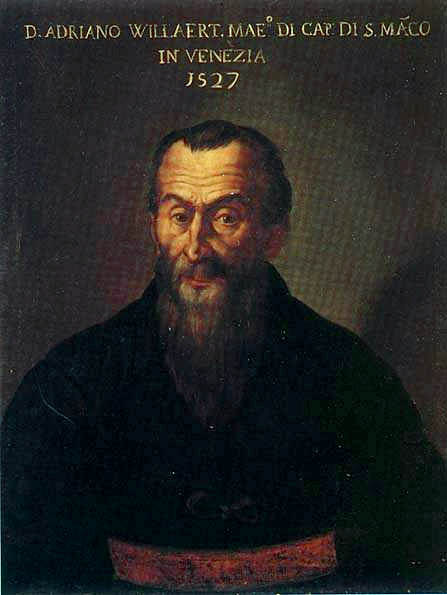
Adrian Willaert.

Durant el Renaixement les formes litúrgiques més importants, en continuïtat amb l'època anterior, van ser les misses i els motets. A mesura que els compositors de música sacra van començar a adoptar les formes seculars, com per exemple el madrigal, això va repercutir en el desenvolupament d'aquestes formes, especialment cap al final del període en què les més utilitzades varen ser, a més de la missa i el motet, el madrigal espiritual i el laude.
La música secular o profana va tenir cada cop més difusió, amb una àmplia varietat de formes. Analitzant aquest increment i fent la comparació amb el que hi havia a l'època medieval, aquesta explosió s'explica fonamentalment per la difusió aconseguida amb l'aparició de la impremta. És probable que una gran part de música popular medieval de finals del període s'hagi perdut a causa de la falta de documentació. La música secular del Renaixement inclou cants per a una o diverses veus, i formes com la frottola, cançó i madrigal.
La llista de formes seculars és llarga i inclou la caccia, la chanson en les seves diferents formes (rondó, virolai, bergerette, barzelletta, balada, música mesurada), la canzonetta, el villancet, la villanella, la villota, i la cançó per a llaüt. També existien formes de motet mixtes, com el motet-cançó i el motet secular.
La música instrumental inclou la dels consorts de flauta dolça o viola i altres instruments, així com danses per a diversos conjunts. Les formes més comunes van ser la toccata, el preludi, el ricercare, la canzona i la intavolatura o intabulierung.
Els conjunts instrumentals de danses podien tocar formes ballables com la bassedanza, la pavana, la galliarda, l'alemanda o la couranta.
Cap al final del període, apareixen els primers precursors dramàtics de l'òpera com la monodia, la comèdia madrigal i l'intermedi.

## Teoria i notació

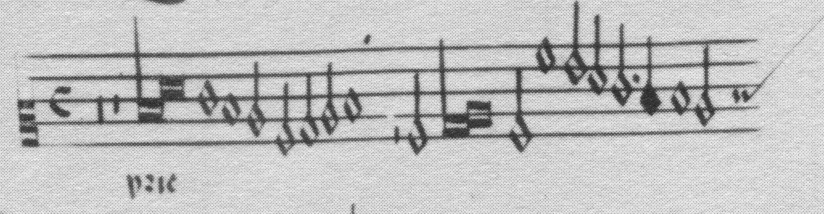
Fragment del Kyrie Au travail suis, d'Ockeghem

La notació del Renaixement queda distorsionada quan s'intenta traduir amb el detall de la notació actual, perquè es delimiten detalls d'una manera massa estricta i es traeix l'amplitud amb què calia interpretar la música d'aquella època.
Les composicions del Renaixement estaven escrites únicament en particel·les; les partitures generals eren molt rares. Les barres de compàs no s'usaven i les figures eren generalment més llargues que les usades actualment; la unitat de pulsació era la semibreu o rodona.
Com ja succeïa durant l'ars nova cada breu (quadrada) podia equivaler a dues o tres semibreus, relació que es podria considerar com un equivalent al "compàs" modern, tot i que es referia a un valor de nota i no a un compàs. Així, igual que en la notació actual, una negra pot equivaler a dues corxeres o a tres, que s'escriurien com un treset. En la mateixa línia de raonament, es poden tenir dos o tres valors més curts als de la següent figura, la mínima (blanca) per cada semibreu.
Aquestes diferents permutacions es denominaven:
- "Tempus perfecte o imperfecte" en el cas de la relació breu-semibreu,
- "Prolació perfecta o imperfecta" en el cas de la relació semibreu-mínima.

A més a més, existien totes les combinacions possibles entre un valor i l'altre.
La relació 3/1 es va considerar la "perfecta" i la 2/1, "imperfecta". Per a les figures aïllades existien regles que reduïen a la meitat o doblaven el valor quan estaven precedides o seguides de determinades figures, realitzant una acció que "imperfeccionava" o "alterava" respectivament.

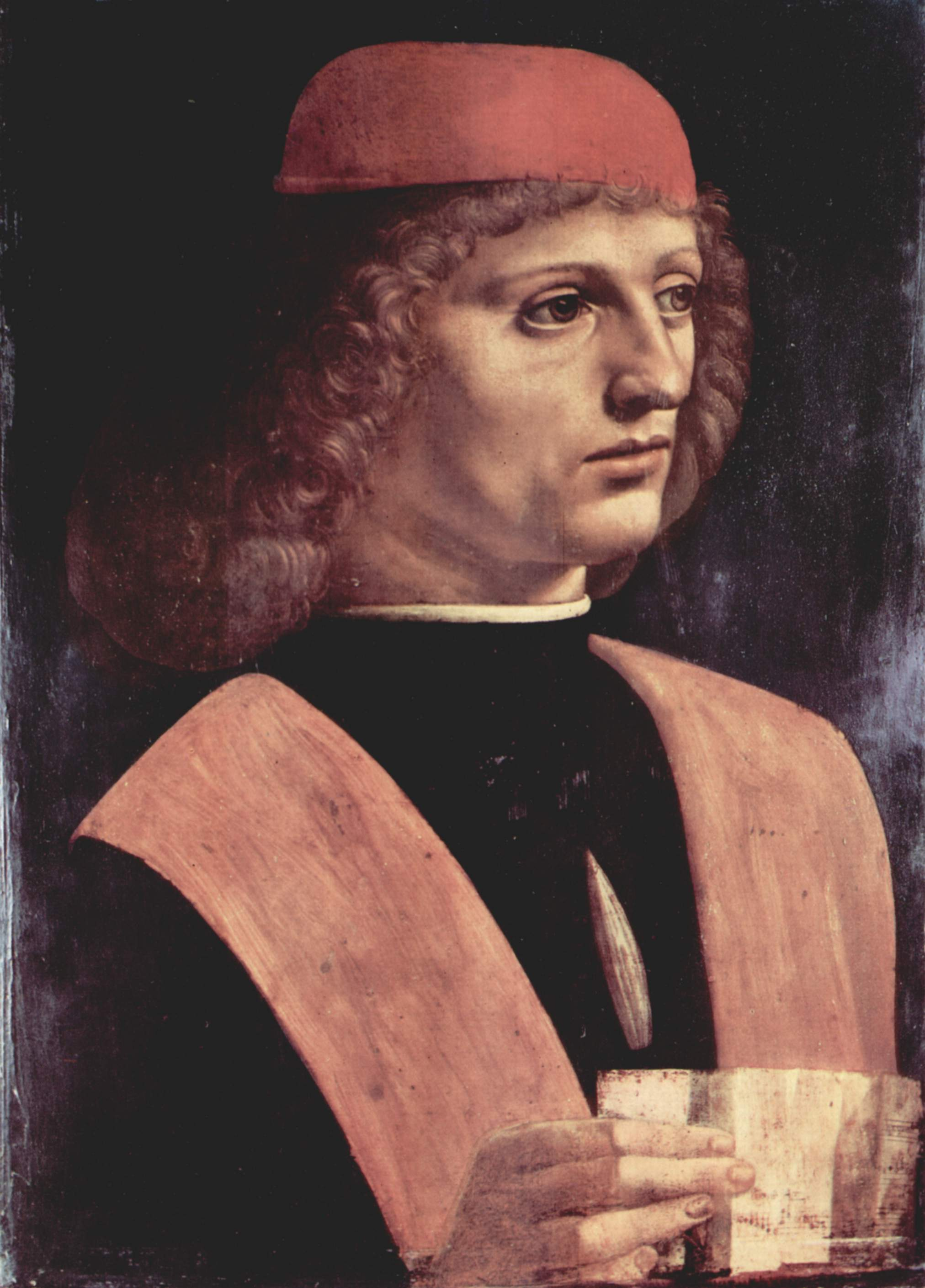
Retrat d'un músic de Leonardo
(probablement és Gaffurius)

Les figures amb el cap negre (com les actuals negres) eren menys habituals. Aquest desenvolupament del mensuralisme és el resultat de la popularització de l'ús del paper, en detriment del pergamí, més feble i que no permetia l'esquinçat de la ploma per omplir les notes. L'escriptura musical d'èpoques precedents, s'havia escrit en pergamí i en color negre. L'ús d'altres colors, i més tard, pintar tota la nota de negre (ennegrir, van ser recursos per indicar imperfeccions o alteracions, i d'altres canvis de temps i de ritme.
Les notes accidentals no sempre s'especificaven, com poden trobar en notacions actuals que indiquen les digitacions (tablatura). Probablement, els músics del Renaixement serien molt bons coneixedors del contrapunt i posseïen la informació necessària per llegir i interpretar la partitura. (Vegeu: Musica ficta).
Un cantant interpretaria la seva part amb fórmules cadencials que sorgirien del seu pensament, i quan cantaven amb altres músics evitarien, per exemple, les octaves i les quintes paral·leles o canviarien la seva cadència en funció del que fessin els altres companys.
És a través de les tabulatures contemporànies que existeixen per a diversos instruments de corda (guitarra) que obtenim molta informació sobre quines notes accidentals devien realitzar els intèrprets d'aquella època.
Per a més informació sobre teòrics de la música, vegeu Johannes Tinctoris, Franchino Gaffurius, Nicola Vicentino, Tomás de Santa María, Gioseffo Zarlino, Vincenzo Galilei i Pietro Cerone.

## Període primerenc (1400-1467)
L'escola borgonyona de compositors, amb Guillaume Dufay al davant, mostra característiques musicals pròpies de finals del període medieval i del Renaixement primerenc (vegeu Música medieval).
Aquest grup de músics van adoptar gradualment els complexos mecanismes de composició de les darreries de l'època anterior, com són la isorítmia i la síncopació, donant com a resultat un estil més net i que fluïa més. La seva música va perdre complexitat i guanyà en vitalitat rítmica, mentre que donar una "empenta a les cadències" es va convertir en una característica prominent cap a mitjan segle xv.

## Període central (1467-1534)

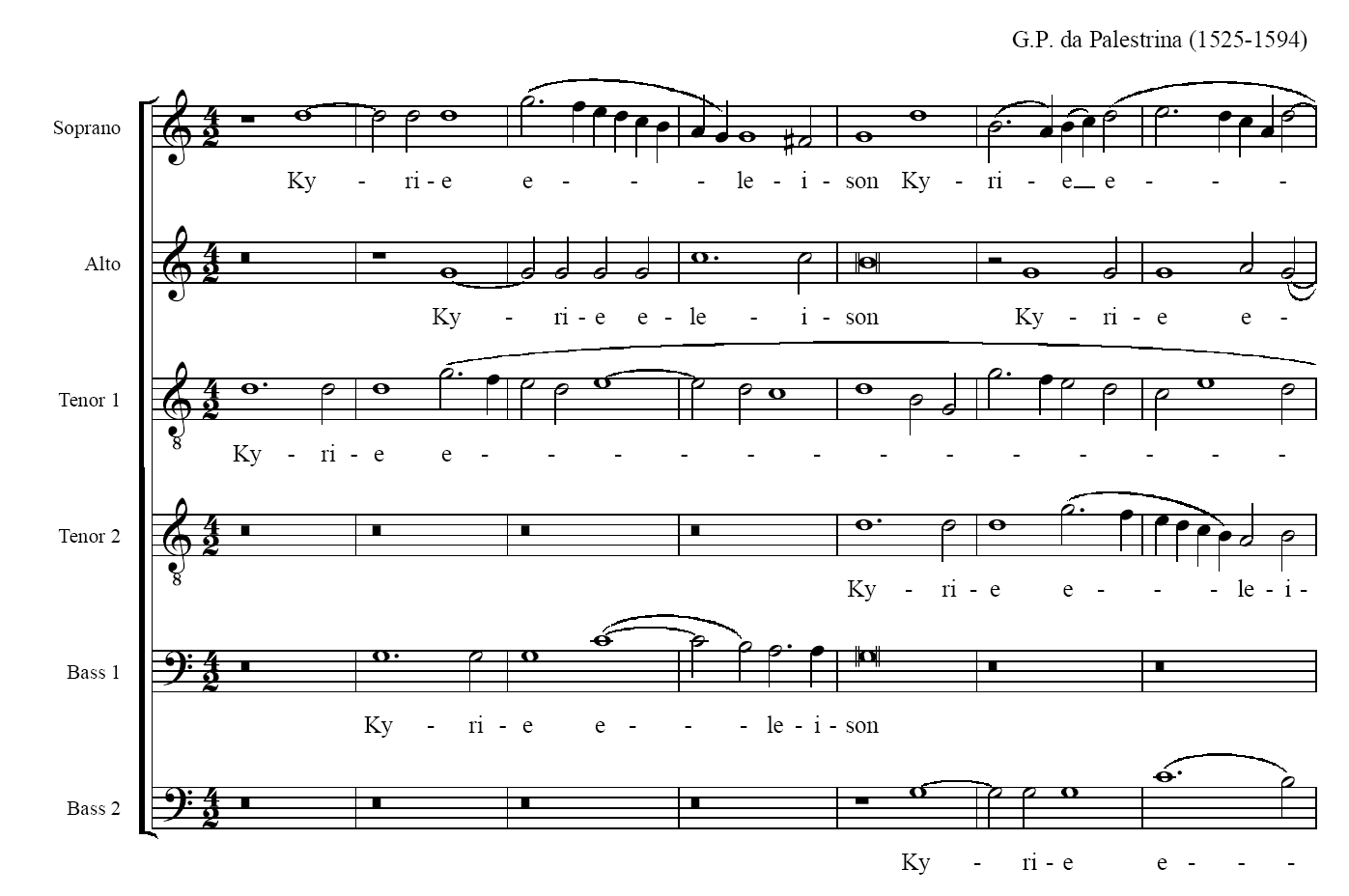
"Kyrie" de la Missa del Papa Marcelo, de Palestrina

Cap a finals del segle xv, la música sagrada polifònica, segons el que podem trobar exemplificat en les misses de Ockeghem i de Obrecht, s'havia tornat més elaborada i complexa, d'una manera similar a la minuciositat que mostrava la pintura de l'època. Ockeghem, particularment, era un entusiasta del cànon, tant el contrapuntístic com el prolacionat. Fins i tot va compondre una missa en la qual totes les parts derivaven canònicament a partir d'una melodia.
A començaments del segle xvi, retorna la tendència a la simplificació, com pot observar-se d'alguna manera en l'obra de Josquin des Prez i els seus contemporanis de l'escola francoflamenca, i més endavant en la producció de Giovanni Pierluigi da Palestrina. Palestrina va voler reaccionar davant les dures restriccions promogudes pel Concili de Trento, que sancionaven la polifonia excessivament complexa, ja que consideraven que dificultava la comprensió del text litúrgic, i va demostrar com una polifonia homogènia no dificultava la comprensió del text.
També a principis del segle xvi l'escola francoflamenca apostà per allunyar-se dels complexos sistemes canònics i mensurals de la generació d'Ockeghem, i tendia cap a la imitació dins d'una textura que augmentava fins a cinc i sis el nombre de veus. També van començar, fins i tot abans que arribessin les reformes de Trento, a introduir passatges homofònics, subratllant les parts del text o els punts d'articulació més importants.
Palestrina, d'altra banda, va conrear un estil amb un contrapunt lliure i fluid, amb una textura densa i rica en la qual les dissonàncies eren seguides per consonàncies sobre una base gairebé de pulsació-per-pulsació. Pel que fa al tactus, aquest consistia generalment en dues semibreus per cada breu, i les tres semibreus per breu només s'usaven per als efectes especials i les seccions culminants. Aquest era un plantejament pràcticament invers al de la tècnica que havia dominat durant el segle anterior.

## Principals compositors del Renaixement

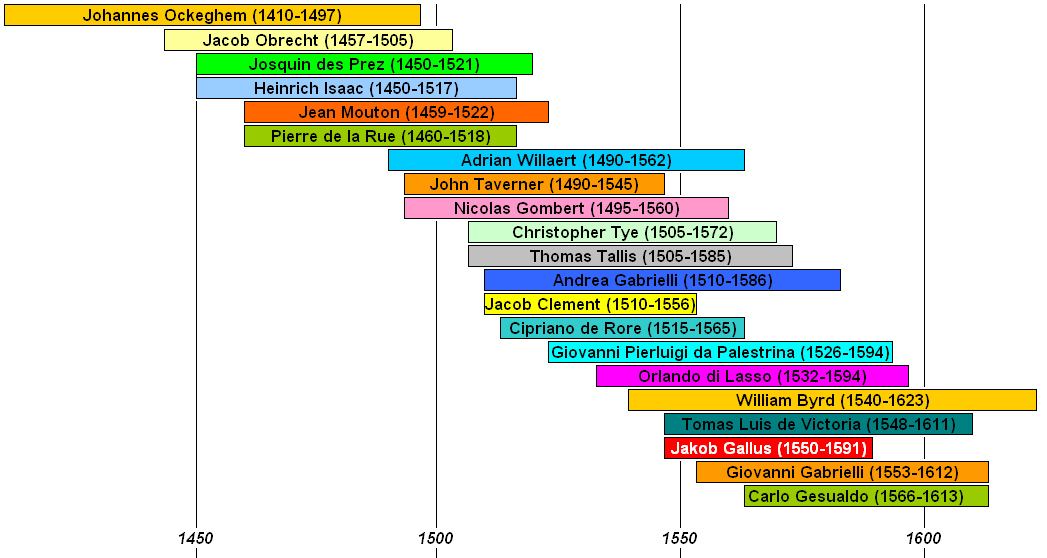
Principals compositors del Renaixement